# 나팔절

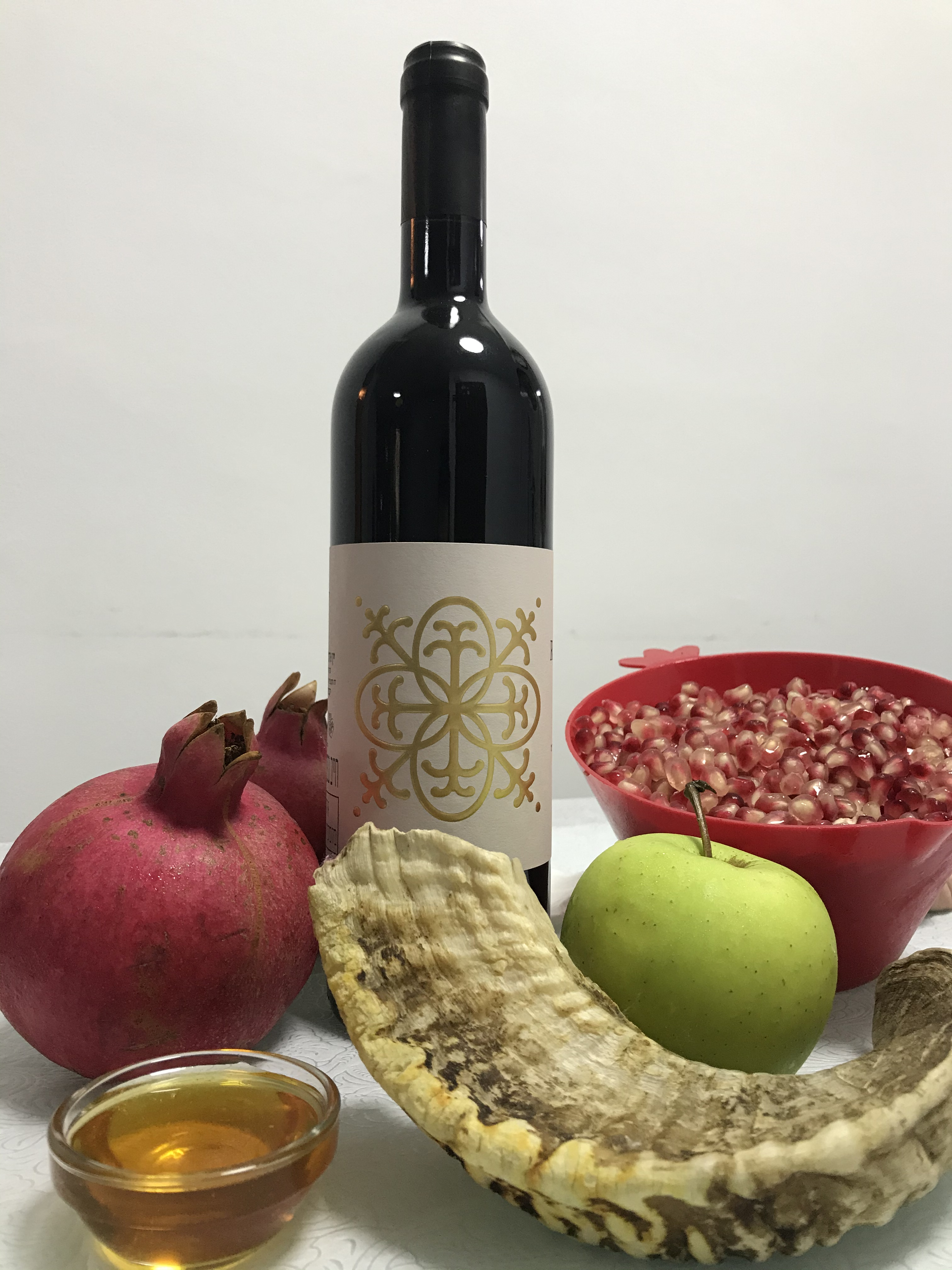
꿀과 사과, 특히 꿀에 담근 사과는 유대인의 새해 명절인 로쉬 하샤나의 상징 중 하나이다.

나팔절(喇叭節) 또는 유대교 신년제라 부를 수 있는 로슈 하샤나(히브리어: ראש השנה, Rō’š hašŠānāh, 영어: Rosh Hashanah)는 히브리력 7월 1일에 새해를 기념하는 유대교의 4대 절기 중 하나이다. 나팔절은 10일 뒤에 당할 대속죄일을 준비하는 날이다. 로슈 하샤나의 그 뜻은 해(haŠanah)의 머리(roš)라는 뜻이다. 하쇼노（haŠonoh）는 이디시어적 발음이라 할 수 있다. 유대교 구전의 핵심적인 미슈나에서는 이 날을 역법의 첫 날로 확정하였다. 로슈 하샤나는 유대력에 따르면 티슈리(Tischri)의 첫날이다. 신년제에서는 열 번의 야밈 노라임(Yamim Noraim, "두려움의 날들")이 시작되고, 야밈 노라임은 화해의 날인 욤 키푸르(Jom Kippur)로 막을 내린다.
성경에 따르면, 나팔절은 가을 농작물을 마지막으로 거두게 되는 초막절, 즉 가을절기의 시작인데, 나팔을 불어 대속죄일의 준비로 성회를 열어 거룩하게 지키는 날로서 성력으로 7월 1일에 거행되는 절기이다(레23:24)

## 같이 보기
- 유대교의 절기
- 추분 (이스라엘 나팔절(로쉬 하샤나)은 히브리력/유대력 디스리 월 1일 (1월 1일) 로서, 양력 9월 5일~10월 5일 사이에 온다. 즉, 추분 (양력 9월 22일 경) 전후 ±15일이다.)
- 추석 (한국의 추석은 음력 8월 15일로서, 양력 9월 7일~10월 8일 사이에 온다. 즉, 추분 (양력 9월 22일 경) 전후 ±15일이다.)